# Frédéric de Hesse-Cassel
Pour l’article homonyme, voir Frédéric de Hesse-Cassel (1771–1845).
Pour les articles homonymes, voir Frédéric de Hesse.
Frédéric-Guillaume de Hesse-Cassel (en allemand : Friedrich Wilhelm von Hessen-Kassel, né le 26 novembre 1820 à Copenhague et décédé le 14 octobre 1884 à Francfort) est un prince dano-allemand appartenant à la maison princière de Hesse. Par son père, il est prétendant au trône de Hesse-Cassel, par sa mère, au trône du Danemark. Il est landgrave de Hesse-Cassel-Rumpenheim de 1867 à 1884
Fils du prince Guillaume de Hesse-Cassel et de la princesse Louise-Charlotte de Danemark, le prince Frédéric-Guillaume grandit au Danemark avec sa famille. Après avoir joué le rôle d'héritier du trône au Danemark pendant sa jeunesse, le prince devient plus tard chef de la maison princière de Hesse-Cassel et s'installe en Allemagne.

## Famille

Fils de Guillaume de Hesse-Cassel-Rumpenheim (petit-fils du landgrave Frédéric II de Hesse-Cassel) et de la princesse Louise-Charlotte de Danemark (1789-1864), il est un neveu du roi Christian VIII de Danemark et de l'électeur Frédéric-Guillaume Ier de Hesse. Il est le frère de la reine Louise de Danemark, la belle-mère de l'Europe.

### Mariages et descendances
Frédéric-Guillaume de Hesse-Cassel épouse le 16 janvier 1844 la grande-duchesse Alexandra Nicolaïevna de Russie (1825-1844), fille de Nicolas Ier de Russie et de Charlotte de Prusse.
Un enfant est né de cette union :
- Frédéric Alexandre de Hesse-Cassel (1844-1844).

Veuf, Frédéric Guillaume de Hesse-Cassel se remarie le 26 mai 1853 au château de Charlottenbourg avec la princesse 
Anne de Prusse (fille de Charles de Prusse et de Maria de Saxe-Weimar-Eisenach) et petite-fille de Frédéric-Guillaume III de Prusse et arrière-petite-fille de Paul Ier de Russie.
Six enfants sont nés de cette union :
- Frédéric-Guillaume de Hesse (1854-1888), landgrave de Hesse-Cassel-Rumpenheim de 1884 à 1888 ;
- Élisabeth de Hesse-Cassel (1861-1955), qui épousa en 1885 Léopold d'Anhalt (1855-1886) ;
- Alexandre-Frédéric de Hesse-Cassel (1863-1945), landgrave de Hesse-Cassel-Rumpenheim de 1888 à 1918 (date de son abdication), qui épouse en 1925 Gisèle Stockorner (1884-1965), baronne von Starein et cède ses droits à son frère cadet ;
- Frédéric-Charles de Hesse-Cassel (1868-1940), qui épouse en 1893 Marguerite de Prusse (1872-1954) ;
- Marie de Hesse-Cassel (1872-1882) ;
- Sibylle de Hesse-Cassel (1877-1953), qui épousa en 1898 le baron Frédéric von Vincke (décédé en 1925), divorcés en 1923[1].

## Biographie

### Premières années

#### Une jeunesse danoise

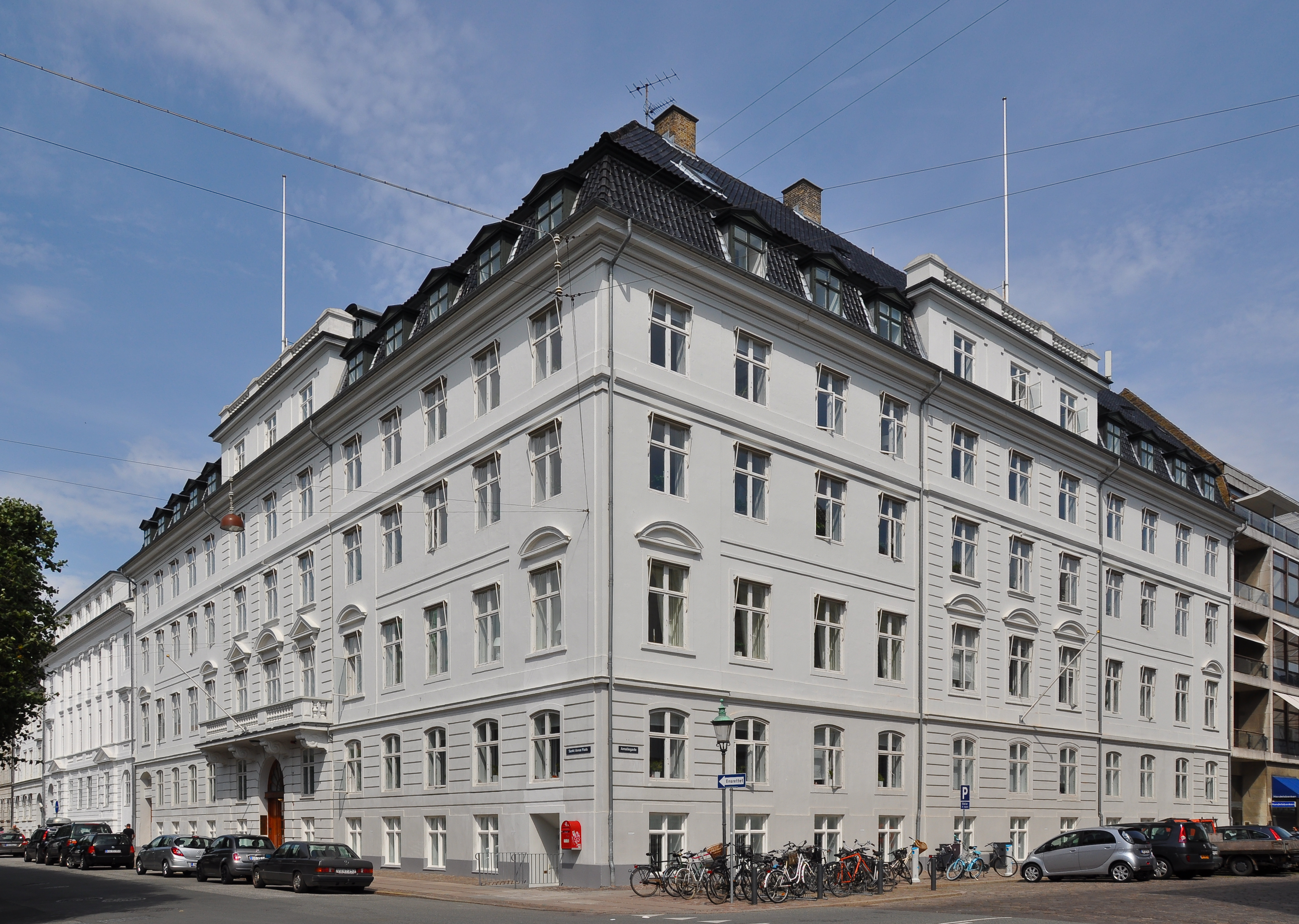
La maison d'enfance du prince Frederik, le palais du prince Guillaume à Sankt Annæ Plads à Copenhague.

Né à Copenhague le 26 novembre 1820, le prince Frédéric-Guillaume de Hesse-Cassel est le seul fils du prince Guillaume de Hesse-Cassel et de son épouse, la princesse Louise-Charlotte de Danemark. Son père appartenait à une branche cadette de la maison princière allemande de Hesse-Cassel, qui était étroitement liée à la famille royale danoise à travers plusieurs alliances matrimoniales. Le père avait fait une carrière militaire au Danemark, où il avait épousé la princesse Louise-Charlotte, fille du prince héritier Frédéric de Danemark et sœur du prince Christian Frédéric (qui devint roi de Norvège en 1814 et roi de Danemark sous le nom de Christian VIII à partir de 1839).
À partir de l'âge de trois ans, le prince Frédéric-Guillaume passe son enfance et sa jeunesse au Danemark. En 1826, le roi Frédéric VI acheté un palais à Sankt Annæ Plads dans le quartier de Frederiksstaden au centre de Copenhague, qu'il mit à la disposition du prince Guillaume. La famille y habite jusqu'en 1839, date à laquelle elle s'installe au palais Brockdorff, lui-même intégré au palais d’Amalienborg, résidence principale de la famille royale de Danemark. Comme résidence d'été, la famille reçoit le palais de Charlottenlund, situé sur les rives du détroit d'Øresund à 10 kilomètres au nord de la ville.
Tout en poursuivant une carrière militaire, le prince étudie à l'Université de Bonn (1839-1841). En 1839, il est promu capitaine de Marine, en 1843 major-général (troisième rang le plus élevé dans l'armée allemande), en 1851, il est élevé au grade de lieutenant-général. À bord de la frégate danoise Thétis il effectue une expédition en Méditerranée, le navire jette l'ancre dans le port de Constantinople.

#### Premier mariage

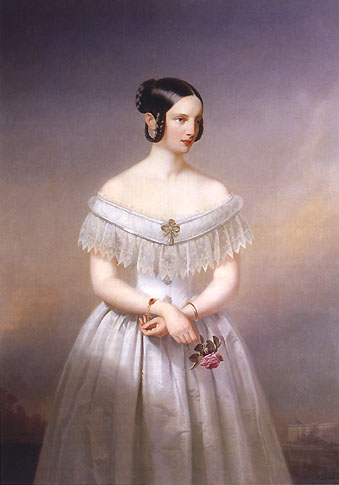
La grande-duchesse Aleksandra Nikolaïevna de Russie.

À l'été 1843, Nicolas Ier de Russie invite le prince héritier Frédéric Guillaume de Hesse-Cassel en Russie. Pendant quelques semaines, le prince séjourne à Peterhof où la famille impériale passait ses mois d'été. En ce lieu, le jeune homme se lie d'amitié avec la plus jeune fille du couple impérial, la grande-duchesse Aleksandra Nikolaïevna de Russie. Il est séduit par le charme et la richesse d'âme de la jeune fille, mais également par sa merveilleuse voix, cette dernière prenait des cours de chant avec le maestro italien Solivi. Le jeune prince lui demande sa main, il reçoit le consentement de la grande-duchesse. Malgré l'éloignement de leur fille cadette au Danemark et l'absence à cette époque de liens familiaux unissant la Russie à cet État, aucun membre de la famille impériale ne s'oppose à cette union. Le mariage prévu pour l'année suivante, le prince héritier quitte la Russie.
Peu avant la célébration du mariage, le prince Frédéric Guillaume de Hesse-Cassel arrive à Saint-Pétersbourg, il remarque sur le visage de la grande-duchesse Aleksandra Nikolaïevna de Russie l'apparition d'une pâleur maladive et de fréquentes quintes de toux. Après considération, le prince maintient la cérémonie du mariage. La célébration a lieu le 18 janvier 1844 à Saint-Pétersbourg. Après leur union, le jeune couple réside au Palais d'Hiver. La grande-duchesse attendant un heureux évènement, sa mère l'impératrice Alexandra Fidorovona souhaite que sa fille restât auprès d'elle.
Néanmoins, la maladie d'Aleksandra Nikolaïevna de Russie fait de rapides progrès. Le 28 juillet 1844, nait trois mois avant terme, le prince héritier Guillaume. Ce dernier meurt quelques heures après sa naissance, le lendemain, la grande-duchesse souffrant de tuberculose meurt à son tour. Après les funérailles de son épouse, le prince quitte la Russie.

#### Second mariage

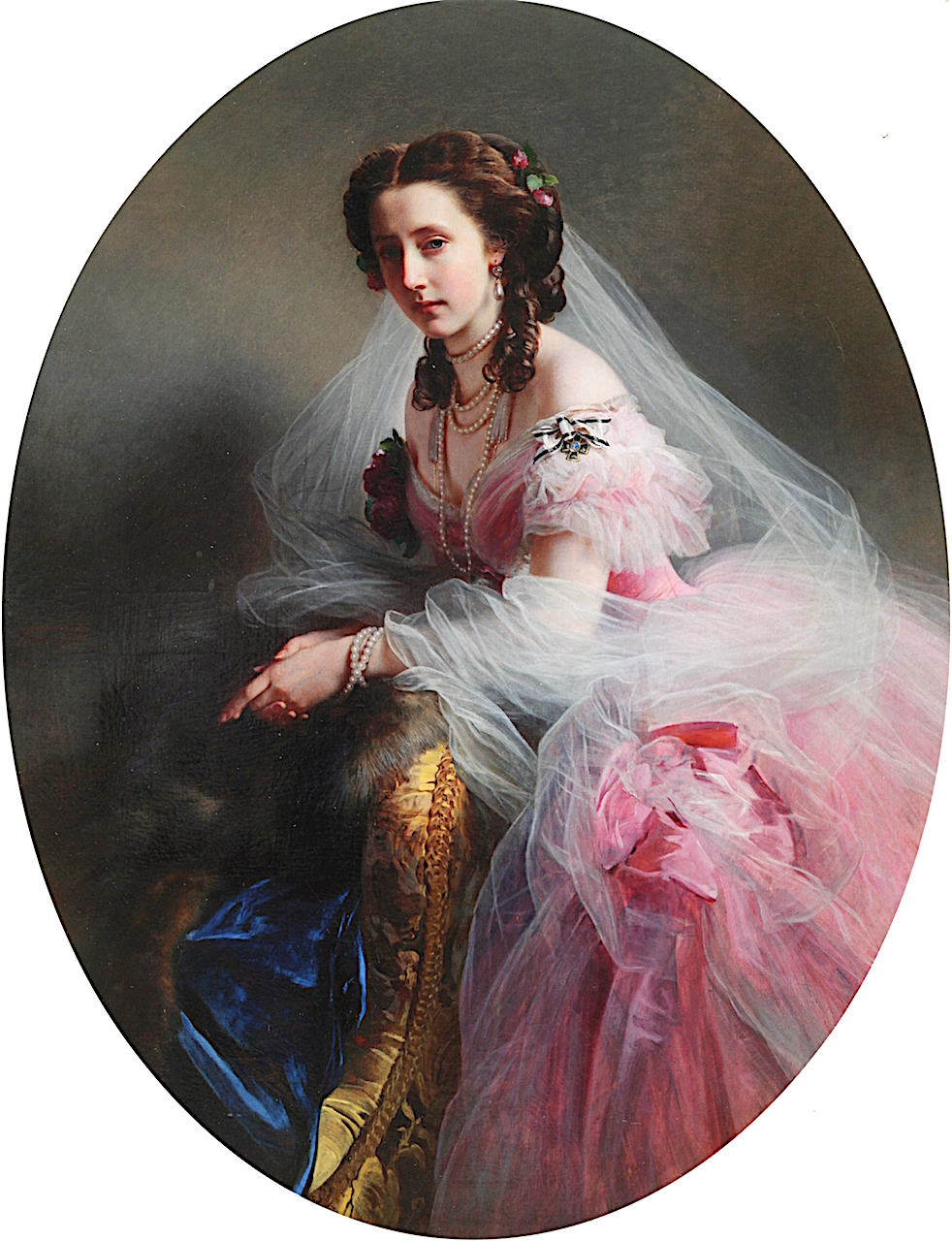
La princesse Anne de Prusse (1858).

Le 26 mai 1853, au château de Charlottenbourg, le prince Frédéric Guillaume de Hesse-Cassel épouse la princesse Anne de Prusse (1836-1918) qui a précédemment été demandée en mariage par l'empereur François-Joseph Ier d'Autriche.

### Dernières années

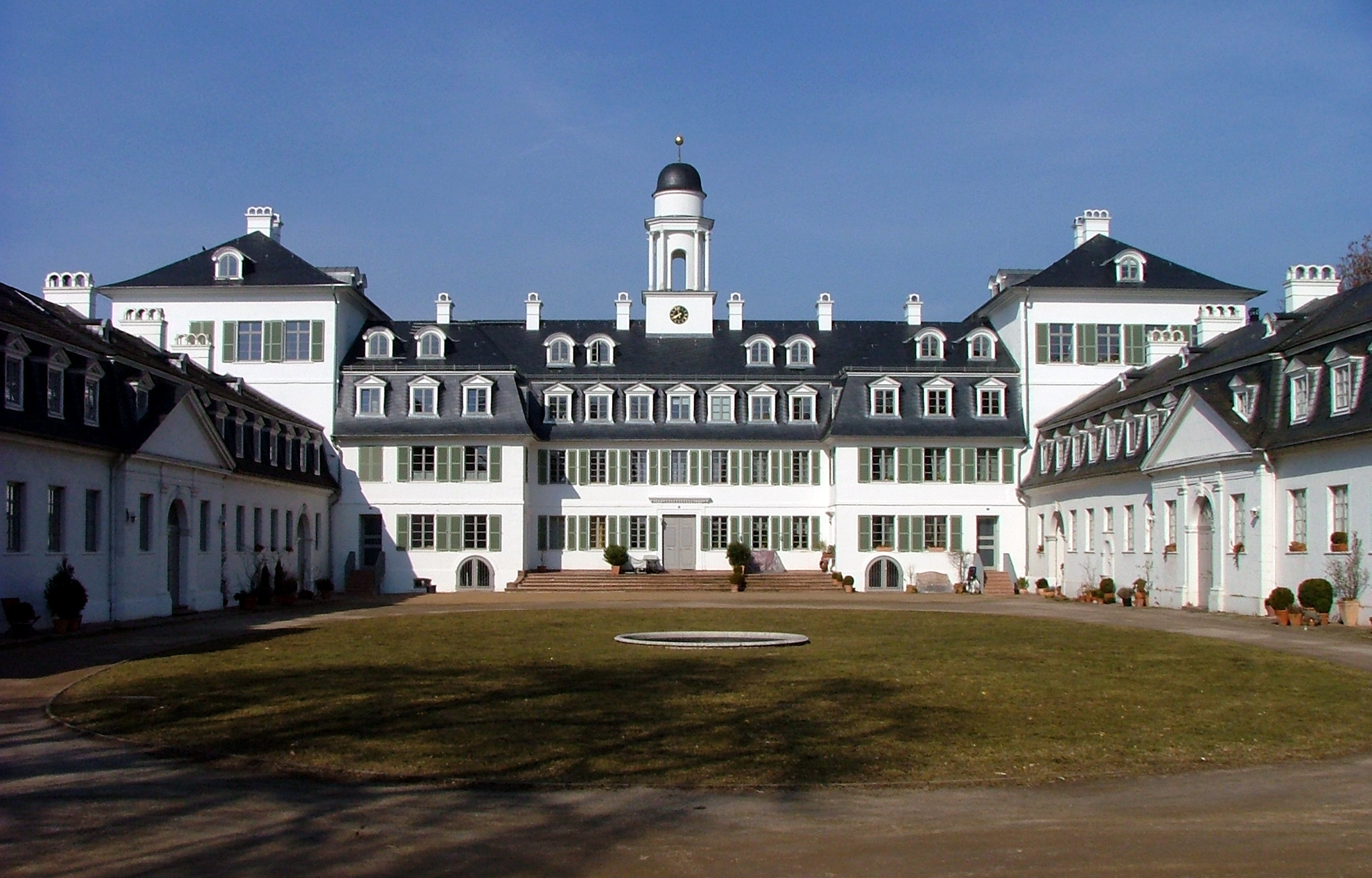
Le château de Rumpenheim à Offenbach.

Outre le Danemark, la famille princière de Hesse-Cassel vit à Cassel au château de Wilhelmshöhe, au manoir de Panker dans le Schleswig-Holstein et au château de Rumpenheim sur les rives du Main. En 1874, le prince Frédéric-Guillaume de Hesse-Cassel apporte de profondes transformations au château de Philippsruhe près de Hanau. Il vit dans cette demeure de 1880 à 1884, année de son décès. Aujourd'hui Musée historique de Hanau, à son époque, Anne de Prusse tint un salon où sont invités les artistes réputés de ce temps : Johannes Brahms, Clara Schumann, Anton Rubinstein, Julius Stockhausen, Niels Wilhelm Gade et Johann Peter Emilius Hartmann.
Le prince Frédéric Guillaume de Hesse-Cassel meurt le 14 octobre 1884 à Francfort.

## Généalogie
Frédéric Guillaume de Hesse-Cassel est l'arrière-arrière-grand-père de l'actuel chef de la Maison de Hesse, le prince Heinrich Donatus de Hesse. Il appartint à la lignée des Hesse-Cassel appartenant à la première branche de la Maison de Hesse, elle-même issue d'une branche cadette de la Maison de Brabant.